# Kanton Thionville-Est
Der französische Kanton Thionville-Est war von 1985 bis 2015 ein Kanton im Arrondissement Thionville-Est im Département Moselle.
Er bestand aus dem östlichen Teil der Stadt Thionville (der Rest lag im Kanton Thionville-Ouest).